# سپتامبر (فیلم ۲۰۰۷)
«سپتامبر» (انگلیسی: September (2007 film)) یک فیلم است که در سال ۲۰۰۷ منتشر شد. از بازیگران آن می‌توان به میا واشیکوفسکا اشاره کرد.